# François Ier Robertet
« François Robertet » redirige ici. Pour les autres membres de la famille, voir François Robertet (homonymie) et Famille Robertet.
Ne doit pas être confondu avec Françoise Robertet ou Florimond Robertet.
Fils aîné des enfants survivants du second mariage de Jean III Robertet, François Ier Robertet (aussi appelé François Robertet de Bullion ou des Bullions ; né vers 1460 et décédé après 1512) était un magistrat français de la Renaissance. D'abord notaire et secrétaire du duc Jean II de Bourbon puis du roi Louis XII, il devint par la suite secrétaire des finances, bailli d’Usson et d'Issoire, ayant par ailleurs comme fief le modeste domaine familial des Bullions, en Forez (domaine à Poncins, Chambéon, Mornand-en-Forez)[réf. souhaitée].
Il était le frère de Florimond Ier Robertet, principal conseiller de Louis XII, et, par conséquent, le neveu de François II Robertet (aussi surnommé Robertet d'Alluye).

## Biographie

### Origines et famille
François est le premier fils issu du second mariage de Jean III Robertet († 1503) avec Louise Chauvet, sœur de Louis Chauvet,,. Son père, qui était d'abord notaire et secrétaire des ducs de Bourbon, passa ensuite au service du roi Louis XI, qui le nomme greffier de l’ordre de Saint-Michel en 1469, puis de son successeur Charles VIII, qui l'élève valet de sa chambre en 1492,. À partir de cette année-là, cette dernière charge fut la seule que conserva Jean — chaque année, il assistait le roi pendant quelques mois (principalement à Amboise), et passait le reste du temps aux Bullions, en Forez, comme une retraite —, laissant la place à ses fils, dont François, qui lui succède directement.
Depuis les travaux de l'archiviste Louis-Pierre Gras au XIXe siècle, il apparaît ainsi comme le frère aîné du prodige de la famille, Florimond († 1527), devenu principal ministre de Louis XII, mais également de Charles († 1515) et Jacques († 1519), élus successivement évêques d'Albi.
Leur date exacte de naissance n'étant pas connue, certaines sources mentionnent un ordre différent de naissance des quatre frères, faisant par exemple de François le cadet de Florimond, ou Charles et Jacques cadets de Florimond.

### Carrière
Contrairement à Florimond qui se retrouve propulsé à gérer les affaires nationales aux côtés du roi, le parcours de François est plus discret puisqu'il est resté en Forez, où il est d'abord nommé secrétaire du duc Pierre II de Bourbon,, sous l'égide de son père, avant de lui succéder à la charge de notaire et secrétaire du duc, probablement à partir de 1492. 
En plus du fief des Bullions hérité de son père, François était également bailli d'Usson, receveur en charge du Forez, trésorier du Bourbonnais et de Forez de 1495 à 1506, conseiller-auditeur à la Chambre des comptes de Moulins de 1510 à 1522, ainsi qu'élu de Basse-Auvergne[précision nécessaire],. 
Le détail de sa carrière n'est pas connu des archives, mais on le sait attaché, à partir de 1503, à Anne de Beaujeu, devenue duchesse régente depuis la mort son mari le duc Pierre II, leur fille Suzanne étant encore mineure. 

### Poètes de père en fils
Son père étant lui même poète et grand rhétoriqueur à ses heures perdues, François fut naturellement bercé dans l'amour des lettres. En plus de sa relation épistolaire avec Guillaume Crétin, on lui doit notamment une seconde traduction des Triomphes de Pétrarque, trois rondeaux sur la devise de la reine Anne de Bretagne, épouse de Charles VIII puis de Louis XII, ou encore une pièce traitant de la vie quotidienne de la cour, le Débat du Boucanier et du Gorier.  
Par ailleurs, François laissa surtout derrière lui un important recueil de poèmes enluminé, contenant la traduction des Triomphes de Pétrarque réalisée par son père, l'œuvre complète[réf. nécessaire] des Douze Dames de la Rhétorique, des ballades de François Villon, plusieurs textes de Jean Molinet et de Jean Marot, ainsi qu'un poème écrit par Henri Baude. D'après l'historien Olivier Mattéoni, la qualité artistique des enluminures laisse entrevoir la volonté de François de concevoir une œuvre agréable à consulter, suivant une démarche purement artistique.  
D'autres poètes de son temps lui ont dédié certaines de leurs œuvres, comme en 1502 dans le Doctrinal du Père de Famille à son enfant pour le régir et le gouverner à toute perfection, à la fin de La nef des Princes de Symphorien Champier.  

### Une référence de l'histoire de l'art
À l'image de son père et son frère célèbres pour leur mécénat, François Robertet est également connu des historiens de l’art pour avoir, par une note manuscrite de 1477, permis l’authentification de toute l’œuvre du peintre Jean Fouquet.
C’est en effet lui qui fut chargé par Pierre de Beaujeu de racheter le célèbre manuscrit, dit des Antiquités judaïques, décoré de paysages de Touraine[réf. souhaitée]. Cette traduction en deux volumes du récit des peuples juifs de Flavius Josèphe (Ier siècle), initialement commandée par le duc Jean de Berry vers 1410 par mais resté inachevée, fut terminée à la demande du duc de Nemours mais, lorsque celui-ci fut arrêté en 1476 comme ligueur et décapité l'année suivante, François Robertet de Bullion entra en possession de l’œuvre. Il y inscrivit alors, à la dernière page, la note suivante : « Ce livre a douze histoires : les trois premières de l’enlumineur du duc Jean de Berry, les neuf [autres] de la main du bon peintre enlumineur du roi Louis XI, Jean Fouquet, natif de Tours »,,.

### Mariage et descendance
François Robertet épousa dame Colette de La Loëre, fille de sire Martin de La Loëre de Bonnefond, de qui il eut deux enfants :
- Jean V, aussi dit René ou Jean-René, seigneur de la Motte-Jolivet et de Charlieu, bailli d'Usson, secrétaire des finances sous François Ier, qui épousa Jeanne Le Viste, d'où postérité[5] ;
- Madeleine[15] ou Anne[5], mariée en 1515[2] à Gilbert Bayard, également conseiller et secrétaire du roi, d'où également postérité[15].

## Armoiries
| Blason | Blasonnement : D'azur à la bande d'or chargée d'un demi-vol dextre de sable posé à plomb et accompagnée de trois étoiles à six rais d'or. |